# フレンチ・クリーク郡区 (アイオワ州アラマキー郡)
フレンチ・クリーク郡区は、アメリカ合衆国、アイオワ州、アラマキー郡にある18の郡区の1つである。2000年の国勢調査で、人口は211人だった。

## 地理
この郡区は94.7平方キロメートル（36.58平方マイル）で、組み込まれている自治体 (incorporated settlements) は存在しない。アメリカ地質調査所によると、English BenchとFrench Creek Methodistの2つの霊園が含まれている。